# Vicent Lleó i Balbastre
Vicent Lleó i Balbastre (Torrent, 19 de novembre de 1870 - Madrid, 28 de novembre de 1922) fou un compositor valencià conegut fonamentalment per la seua obra lírica, d'entre la que cal destacar la sarsuela La Corte de Faraón.

## Trajectòria
Va ser escolà del Reial Col·legi del Corpus Christi de València, on va estudiar de la mà de Joan Baptista Plasència i Lambert Alonso. Als tretze anys va compondre la primera obra, Dixit Dominus per a ser interpretada al Col·legi del Corpus Christi, i als disset va compondre la primera obra per al teatre: De València al Grau. Va estudiar al Conservatori de València amb Salvador Giner.
Després de treballar de director en diferents pobles valencians, el 1894 ja era titular de l'orquestra del Teatre Ruzafa. En aquesta etapa valenciana va crear un arxiu de música i copisteria per, a més, exercir d'empresari gestionant assumptes de contractació i representació de músics i cantants per a diversos teatres espanyols.
Després va fer una breu estada a Barcelona, on va treballar com a mestre concertador i va presentar obres estrenades a València i altres per primera vegada. Posteriorment va establir-se a Madrid el 1896 i va ingressar al Teatro Romea com a director. Va contactar amb Rafael Gómez Calleja, amb qui va col·laborar en diverses obres que van aconseguir gran popularitat.
Casat amb l'actriu Juanita Manso, a casa seva es va establir una tertúlia que reunia prohoms de la lírica com Tomás Bretón, Pablo Luna, Federico Chueca, Amadeu Vives, Jacinto Benavente i Carlos Arniches. Posteriorment, va constituir una gran empresa lírica amb Amadeu Vives, Antonio Paso i Manuel Fernández de la Puente, que va explotar simultàniament els millors teatres de Madrid de la primera dècada del segle XX: Eslava, Zarzuela i Cómico.
Després de la dissolució de la societat va romandre només al Teatro Eslava, del qual ja formava part com a mestre concertador des de 1898 i on durant tres temporades els triomfs musicals van acompanyar els econòmics, però la seva personalitat inquieta el va portar a una gran quantitat de projectes que no van reeixir i que li van fer perdre el teatre.
Va tornar a la direcció d'orquestra en una companyia de revistes i va fer una gira per Hispanoamèrica (1918-1921) per intentar refer la seva minorada fortuna. De tornada a Madrid, malalt, va morir al cap de poc, i l'any 1923 es va oferir al Teatro Apolo ¡Ave César!, que va esdevenir un homenatge pòstum a la seva figura.

## Significació
La seua producció està molt influïda per l'opereta centreeuropea. Efectivament va adaptar diversos títols d'operetes italianes i austríaques. Entre la producció pròpia cal destacar les sarsueles El mozo crúo, La carne flaca, La república del amor i La taza de té, així com l'òpera Inés de Castro.
Lleó és recordat fonamentalment per la seua sarsuela La Corte de Faraón, de 1910, títol bàsic del repertori de sarsuela. Sobre un llibret sicalíptic de Perrín y Palacios, va ser estrenada amb gran èxit al Teatre Eslava de Madrid, gaudint de més de 700 representacions. Està basada en una obra francesa sobre l'episodi bíblic del cast Josep i l'esposa de Putifar. Les representacions en viu d'aquesta obra va ser prohibides durant la dictadura franquista, pel seu to eròtic i irreverent, encara que va ser portada al disc. El 1985 es va portar al cine, en una versió lliure protagonitzada per Ana Belén i Antonio Banderas.
La seua darrera sarsuela, ¡Ave César! va ser estrenada dos mesos després de la seua mort.